# Championnat d'Europe féminin de football des moins de 19 ans 2003
Navigation
2002 2004
La 6e édition du Championnat d'Europe de football féminin des moins de 19 ans est un tournoi de football féminin organisé en Allemagne. 
La finale est remportée par la France qui remporte son premier titre féminin de football.

## Compétition

### Finale
| Finale               | France | 2 – 0   | Norvège | Alfred-Kunze-Sportpark, Leipzig           |                                           |
| Dimanche 3 août 2003 | Coquet 18e · Traïkia 46e | (1 – 0) | | Spectateurs : 1 212 Arbitrage : Mme Focic | Spectateurs : 1 212 Arbitrage : Mme Focic |
| Dimanche 3 août 2003 | Bouhaddi - Pelé, Herlem, Meilleroux , Casseleux - Boyer - Thiney, Perrot ( 81e Debonne), Coquet, Bussaglia ( 90e Soyer) - Traïkia ( 74e Josserand) · Entr. : Bini | Équipes | Skarbo - Gronli ( 90e Wiik), Vikestad, Fonseca, Henriksen - Knutsen, Bervoll ( 56e Frantzen), Woods - Galvez ( 51e Mykjaland) · Entr. : J. Torske | Spectateurs : 1 212 Arbitrage : Mme Focic | Spectateurs : 1 212 Arbitrage : Mme Focic |